# Campanula californica
Campanula californica es una especie de plantas con flores de la familia de las campanuláceas. Es originaria de California, donde crece a lo largo de la costa entre Marin y Mendocino Counties. Se encuentra principalmente en áreas húmedas, como pantanos  y suelos húmedos de los bosques. 

## Descripción
Es una planta herbácea rizomatosa y perennifolia que produce un tallo delgado, rastrero que alcanza un tamaño de entre 10 y 30 centímetros de largo. Las hojas son delgadas y onduladas  de forma oval y con entre 1 y 2 centímetros de longitud. La flor en forma de campana es de color azul pálido, con pétalos curvados de hasta 1,5 centímetros de largo. El fruto es una cápsula esférica.

## Taxonomía
Campanula californica fue descrita por (Albert Kellogg) Amos Arthur Heller y publicado en Muhlenbergia; a journal of botany 1(3): 46. 1904.
Etimología
Campanula: nombre genérico diminutivo del término latíno campana, que significa "pequeña campana", aludiendo a la forma de las flores.
californica: epíteto geográfico que alude a su localización en California.
Sinonimia
- Campanula linnaeifolia A.Gray
- Wahlenbergia californica Kellogg basónimo[3][4]